# Loncura
Loncura (en mapudungún "cabeza de piedra") es un pueblo chileno con una extensa playa y una pequeña caleta contigua a la Base Aérea de Quintero y al Santuario de la Naturaleza Bosque Las Petras. Loncura forma parte de la zona urbana de la comuna de Quintero en la Región de Valparaíso.

## Historia
Los primeros habitantes de Loncura formaron parte de la Tradición Bato (860 a. C. al 800 d. C.) y la Cultura Aconcagua (900 al 1400). Como lo atestigua Benjamín Vicuña Mackenna, sus descendientes seguían ocupando la bahía hasta bien entrado el siglo XIX. Aún existen vestigios de su presencia en un conchal contiguo al Bosque Las Petras.

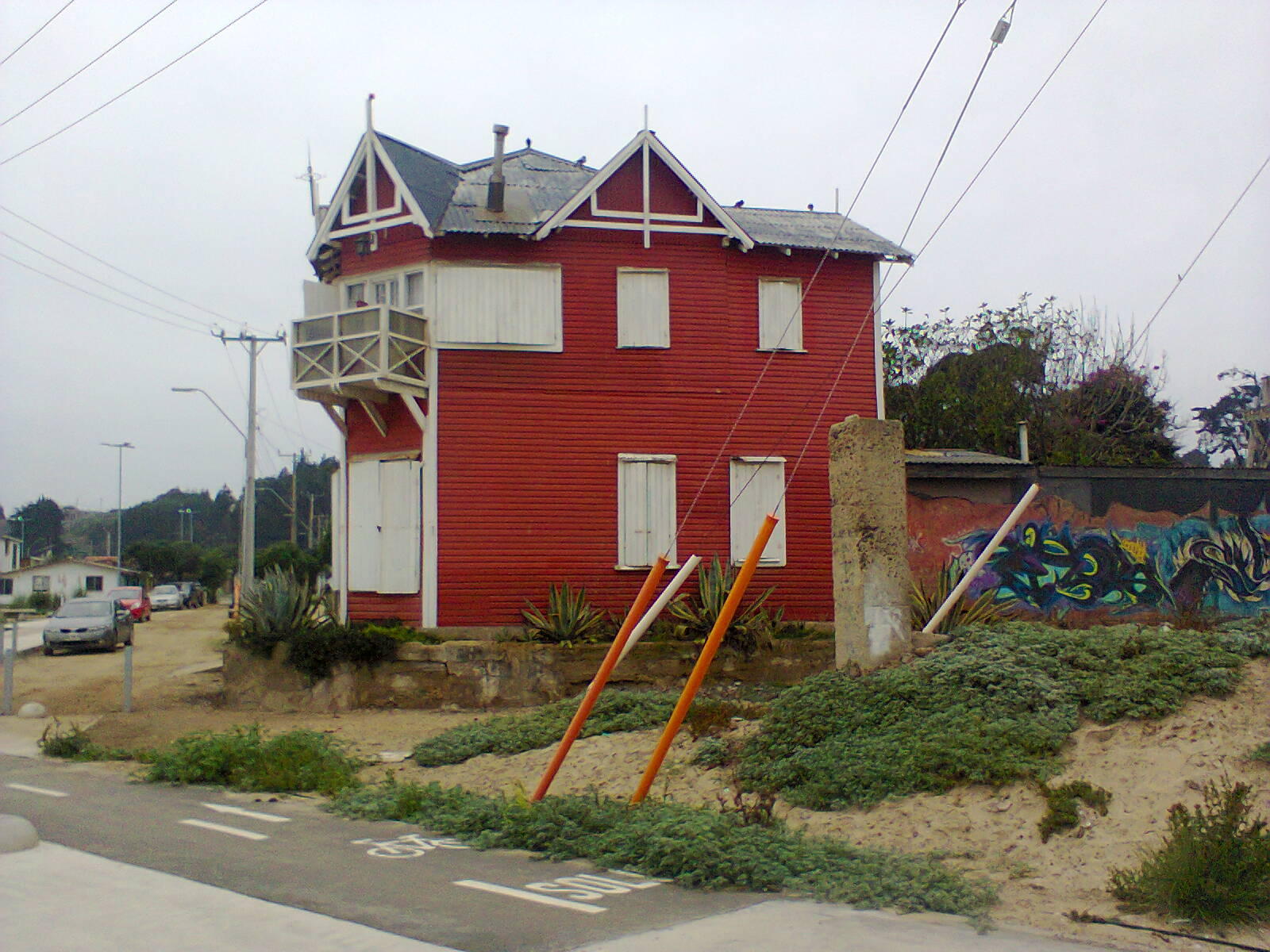
Casa Roja de Loncura

En 1536, llega hasta Loncura la pequeña nao española "Santiaguillo", comandada por el joven Alonso de Quintero, cuya misión era apoyar y abastecer por mar la expedición del descubridor de Chile Diego de Almagro que viajaba por tierra. Quintero daría su nombre a la bahía.
La bahía de Quintero, cerrada, en forma de herradura y protegida de los vientos, presenta condiciones ideales para el fondaje de embarcaciones. Las amplias llanuras adyacentes, el agua fresca y pura de esteros, el cercano Río Aconcagua, bastante madera en las cercanías, abundantes productos del mar y animales de caza, hicieron de Loncura un paso obligado de abastecimiento y resguardo a los piratas y corsarios que desembarcaban en estas playas.
El primer corsario en resguardarse en estas costas es el inglés Francis Drake en diciembre de 1578, después de haber saqueado y quemado el puerto de Valparaíso. El segundo en arribar fue Thomas Cavendish en abril de 1587, provocando la resistencia de los jesuitas y colonos españoles que se lanzaron en su contra, provocándose la primera batalla del Chile colonial.  Así también llega en junio de 1615 el corsario neerlandés Joris van Spilbergen.
En 1822 Lord Thomas Alejandro Cochrane, Conde de Dundonald, fija su residencia en la zona con el objeto de dedicarse a la agricultura. Junto a Cochrane llega la escritora inglesa María Graham quien en su libro Diario de mi residencia en Chile, destaca en forma muy especial la belleza de Quintero y sus alrededores: "[...] región rodeada de parajes con exuberante vegetación y lagunas en las que habitan diversas especies acuáticas." El mismo año que María Grahamestaba en Quintero, el pueblo fue sacudido por un violento terremoto muy destructivo.
En 1834 el naturalista inglés Charles Darwin visita la bahía de Quintero, realizando algunas observaciones sobre los conchales en su camino hacia el pueblo de Quillota.
Hacia 1871 Luis Cousiño Squella, junto a su esposa Isidora Goyenechea, adquieren los extensos terrenos de la bahía, proyectando un nuevo puerto. Cousiño fallece antes de ver siquiera puesta la primera piedra, y es su hijo Luis Alberto Cousiño Goyenechea quien, junto a su esposa, la emigrante francesa María Luisa Sebire (1863-1958), colocan las inversiones necesarias para la construcción del puerto, fundando en 1913 la "Sociedad Ferrocarril Puerto y balneario de Quintero", loteando la ex-hacienda en sitios de dos mil metros cuadrados para incentivar la formación de una comunidad costera de descanso para gente pudiente del fastuoso Barrio Dieciocho de Santiago.
El 24 de noviembre de 1865, en plena Guerra contra España, el presidente José Joaquín Pérez, dicta un Decreto que señala en su Artículo Primero: "Créase el Puerto Mayor de Quintero, en la bahía que lleva su nombre". Esta fecha corresponde al aniversario oficial del puerto, la ciudad de Quintero y Loncura.
El 20 de agosto de 1891 se produce el desembarco de las tropas congesistas en el marco de la guerra civil chilena de 1891, que puso fin al gobierno de José Manuel Balmaceda.
El año 1904 comienza a lotearse el sector cercano a la playa (Loncura bajo), instalándose las primeras familias de colonos en el lugar: los Bernal, Cisternas, Carrasco, Ramírez, Valencia y Verdejo.
Hacia 1947 se funda el "Campamento Vida Sana", ideado por el Profesor de Educación Física de origen checo, Benedicto Kocian, como un lugar para desarrollar el deporte y promover la salud al aire libre.
En 1967 los descendientes de los Cousiño lotearon el "Fundo El Bato", en la parte alta del pueblo (Loncura alto), permitiendo la creación de las primeras villas para veraneantes.
Actualmente Loncura es una zona con un gran atractivo turístico, destacándose una costanera que une Loncura con el centro de Quintero. Además, el pueblo cuenta con un Retén de Carabineros y una Posta Rural.

## Turismo
Entre los atractivos turísticos de la zona destaca la "Celebración de San Pedro", patrono de los pescadores, que se realiza sin interrupciones todos los años el domingo más cercano al 29 de junio. Característicos de esta fiesta son los bailes chinos, muestra del sincretismo religioso católico-indígena, y cuyos orígenes están relacionados con el uso de las antiquísimas flautas de la Cultura Aconcagua, que habitó la zona central de Chile entre los años 900 y 1400.